# Cerro Iglesias
Cerro Iglesias è un comune (corregimiento) della Repubblica di Panama situato nel distretto di Nole Duima, comarca di  Ngäbe-Buglé, di cui è capoluogo. Si estende su una superficie di 31,2 km² e conta una popolazione di 4.123 abitanti (censimento 2010).